# خشونت افراطی (آلبوم)
خشونت افراطی (به انگلیسی: Ultraviolence)، سومین آلبوم استودیویی خواننده و ترانه‌سرای آمریکایی لانا دل ری است. آلبوم در ۱۳ جون ۲۰۱۴ توسط یونیورسال میوزیک گروپ منتشر شد. پس از رد کردن امکان خواندن آلبوم جدید توسط لانا دل ری، وی در سال ۲۰۱۳ تصمیم گرفت خوانندگی را ادامه بدهد. دل ری با کمک دن آورباک و سایر تهیه کنندگانش تا سال ۲۰۱۴ آلبوم را تمام کرد.این پروژه شاهد مشارکت‌های بیشتری از سوی تهیه‌کنندگانی از جمله پل اپورث، گرگ کورستین، دانیل هیث و ریک ناولز بود و صدایی مبتنی بر گیتار بیشتر از نسخه‌های قبلی دل ری دارد.
خشونت افراطی از منتقدان نقدهای مثبتی را دریافت کرد. منتقدان آلبوم او را آلبومی مفهومی با مفاهیمی عمیق توصیف کرده‌اند. این آلبوم توانست در هفته اول انتشارش، با ۱۸۲٫۰۰۰ فروش رتبه اول بیلبورد ۲۰۰ را در آمریکا به دست بیاورد که بیشترین فروش در حرفه اش تا به حال بوده‌است. دل ری در تور تابستان بی پایان این آلبوم را با گریمز اجرا کرد.

## سابقه و تولید
پس از انتشار زاده‌شده برای مردن در سال ۲۰۱۲ میلادی، لانا دل ری ایده انتشار آلبوم دیگری را رد کرد، زیرا او «قبلاً هر آنچه [وی می خواست بگوید] را [گفته بود]. » با این حال، در فوریه ۲۰۱۳، دل ری کار بر روی آلبوم بعدی را آغاز کرده بود: «این کمی ساده‌تر است، اما همچنان سینمایی و دارک است. من واقعاً آهسته روی آن کار می‌کنم، اما همه کارهایی را که انجام داده‌ام دوست دارم. من در سانتا مونیکا می‌نویسم و می‌دانم رکوردش چقدر است. به نظر می رسد. اکنون فقط باید آن را تمام کنم. از نظر موسیقی، من با همان سه نفر کار کرده ام.» او اشاره کرد که یکی از آهنگ های آلبوم «زیبای سیاه» نام دارد. زمانی که نسخه آزمایشی در ژوئيه/جولای لو رفت، دل ری گفت: «من احساس ناامیدی می کنم، بله. من واقعاً نمی دانم چه چیزی را روی صفحه ضبط کنم. اما حدس می زنم فقط می توانم آنها را بگذارم و ببینم چه اتفاقی می افتد. هر بار که می نویسم... اگر فکر نمی کنم آهنگ برای ضبط عالی باشد، هرگز نخواهم نوشت.» او همچنین اظهار داشت که در حال نوشتن آهنگ های "ساده و آکوستیک" بوده; او نیز گفت با دانیال هیث و دوست پسر آن زمانش (بری-جیمز اونیل) کار می کند و می خواهد با لو رید کار کند.
در ماه اکتبر، دل ری در مورد چشم انداز آلبوم جدید گفت: «وقتی مردم در مورد آن از من می پرسند، راستش را بخواهید - من واقعاً نمی دانم. نمی خواهم بگویم، "بله، قطعا" بعدی از قبلی بهتر است، زیرا من واقعاً صدای بعدی را نمی شنوم. موز من بسیار بی ثبات است. او فقط گاهی اوقات به سراغ من می آید. او من را اذیت می کند.»
در ژانویه ۲۰۱۴، شایعه شد که دل ری و دن آورباک با هم در استودیوی ضبط Easy Eye Sound آورباک در نشویل، تنسی کار می کنند، و گفته می شد که او تهیه کننده آلبوم بعدی خواهد بود.
دل ری و آورباک در ابتدا قرار بود به مدت سه روز با هم کار کنند، اما در نهایت شش هفته را صرف ضبط یک آلبوم کامل کردند. در 20 فوریه، دل ری تصویری از خود و آورباک در توییتر منتشر کرد با این عنوان: «من و دن آورباک خوشحال هستیم که خشونت افراطی را به شما ارائه کنیم.»  آورباک بعداً درباره همکاری با دل ری گفت: «او هر روز مرا شگفت زده می کرد. لحظاتی بود که با من دعوا می کرد. می توانستم حس کنم که او نمی خواست کسی فکر کند که کنترلش را در دست ندارد زیرا مطمئن هستم که زن بودن در کار موسیقی بسیار سخت است. بنابراین ما کمی سرها را به هم زدیم، اما در نهایت با آهنگ ها می رقصیدیم.» دل ری اظهار داشت که این آلبوم از ساحل غربی آمریکا و همچنین از بروکلین (منطقه ای در شهر نیویورک) الهام گرفته است. علاوه بر این، دارای گیتارهای سنگین و آهنگ های جاز نیز می باشد. دل ری همچنین اظهار داشت که گنجاندن آورباک در آخرین لحظه بود. آن دو در شهر نیویورک ملاقات کرده بودند، زمانی که او معتقد بود که رکورد به پایان رسیده است. او زمان خود را در استودیو اینگونه توصیف کرد که فرصتی برای «انجام آنچه می خواستیم انجام دهیم.»
در زمان انتشار خشونت افراطی، دل ری مجدداً بر عدم تمایل قبلی خود به ساخت آلبوم دیگری تأکید کرد و گفت: «یعنی هنوز هم چنین احساسی دارم، اما با این آلبوم کمتر احساس می‌کردم که مجبور باشم سفرهایم را شرح دهم و بیشتر احساس می‌کردم فقط می‌توانم تکه‌هایی در گذشته نزدیک من که برای من هیجان انگیز بود را بازگو کنم.»

## لیست قطعه‌ها

### استاندارد
| شماره      | نام                         | نویسنده(ها)               | تهیه‌کننده(ها)              | مدت   |
| ---------- | --------------------------- | ------------------------- | -------------------------- | ----- |
| ۱.         | « دنیای بی رحم»             | لانا دل ری بلیک استرانتان | دن آورباک                  | ۶:۳۹  |
| ۲.         | « خشونت افراطی»             | لانا دل ری دنیل هیت       | دن آورباک                  | ۴:۲۳  |
| ۳.         | «خون‌سردی و بی‌تفاوتی»        | لانا دل ری ریک ناولز      | دن آورباک                  | ۵:۴۳  |
| ۴.         | «بچه بروکلین»               | لانا دل ری باری او نیل    | دن آورباک                  | ۵:۵۳  |
| ۵.         | «ساحل غربی»                 | لانا دل ری ریک ناولز      | دن آورباک                  | ۴:۵۵  |
| ۶.         | «دختر غمگین»                | لانا دل ری ریک ناولز      | دن آورباک ریک ناولز        | ۵:۱۷  |
| ۷.         | «وقتی گریه می‌کنی زیبایی»    | لانا دل ری بلیک استرانتان | لانا دل ری لی فوستر        | ۳:۵۴  |
| ۸.         | «پول، قدرت، شکوه»           | لانا دل ری گرگ کورستین    | گرگ کورستین                | ۴:۳۰  |
| ۹.         | «راهم را تا بالا خراب کردم» | لانا دل ری دنیل هیت       | دن آورباک                  | ۳:۳۲  |
| ۱۰.        | «ثروت به ارث رسیده»         | لانا دل ری کریس بریدی     | لانا دل ری رابین فیتزسیمون | ۴:۳۱  |
| ۱۱.        | «اون یکی زن»                | جسی می رابینسون           | دن آرباک                   | ۳:۰۱  |
| مجموع مدت: | مجموع مدت:                  | مجموع مدت:                | مجموع مدت:                 | ۵۱:۲۴ |